# Premio Erich Fried
El Premio Erich Fried es un premio literario que hace honor al poeta austriaco Erich Fried, y es galardonado anualmente por la Asociación Internacional de la Lengua y el Lenguaje Erich Fried, con sede en Viena. El valor del premio, dotado por la Cancillería de Austria, es de 14.600 euros. Cada año los administradores de la asociación Erich Fried seleccionan un jurado que nomina al ganador del premio de ese año.

## Jurado y ganadores
| Año  | Jurado               | Ganador              |
| ---- | -------------------- | -------------------- |
| 1990 | Hans Mayer           | Christoph Hein       |
| 1991 | Ernst Jandl          | Bodo Hell            |
| 1992 | Christa Wolf         | Paul Parin           |
| 1993 | Walter Jens          | Robert Schindel      |
| 1994 | Adolf Muschg         | Jörg Steiner         |
| 1995 | Friederike Mayröcker | Elke Erb             |
| 1996 | György Konrád        | Paul Nizon           |
| 1997 | Ilse Aichinger       | Gert Jonke           |
| 1998 | Volker Braun         | Bert Papenfuß        |
| 1999 | Elfriede Jelinek     | Elfriede Gerstl      |
| 2000 | György Dalos         | Klaus Schlesinger    |
| 2001 | Brigitte Kronauer    | Otto A. Böhmer       |
| 2002 | Christina Weiss      | Oskar Pastior        |
| 2003 | Robert Schindel      | Robert Menasse       |
| 2004 | Wilhelm Genazino     | Brigitte Oleschinski |
| 2005 | Christoph Ransmayr   | Yaak Karsunke        |
| 2006 | Michael Krüger       | Marcel Beyer         |
| 2007 | Ilma Rakusa          | Peter Waterhouse     |
| 2008 | Katja Lange-Müller   | Alois Hotschnig      |
| 2009 | Josef Winkler        | Esther Dischereit    |
| 2010 | Urs Widmer           | Terézia Mora         |
| 2011 | Barbara Frischmuth   | Thomas Stangl        |
| 2012 | Lutz Seiler          | Nico Bleutge         |
| 2013 | Kathrin Röggla       | Rainer Merkel        |
| 2014 | Monika Maron         | Judith Hermann       |
| 2015 | Reto Hänny           | Dorothee Elmiger     |